# Pose B
Pour les articles homonymes, voir B.
La pose B (Bulb) ou pose longue permet d'ouvrir l'obturateur tant que le déclencheur est appuyé.
Cette pose surtout aussi utilisée lorsque le temps de pose ne peut pas être calculé a priori en fonction de la luminosité. C'est par exemple le cas lorsque l'on photographie des éclairs. La pose B permet d'ouvrir tant qu'aucun éclair n'a eu lieu, puis de refermer juste après ce dernier. Lorsque le déclencheur est pressé pendant de longues durées, ses effets sont similaires à de longs temps d'exposition. Ceci permet de capter plus de luminosité dans les scènes sombres ou de créer un effet de « filé » sur des sujets en mouvement.
Contrairement aux temps de pose prédéfinis, le mode Bulb a aussi l'avantage de ne pas être limité dans le temps. Quand les réglages du boîtier ne permettent pas de dépasser les 30 secondes, le mode Bulb lui permet un temps de pose « illimité ». Un trépied et l'utilisation d'une télécommande ou du retardateur sont préconisés afin de ne pas faire bouger l'appareil pendant la durée de la prise de vue.
Ce mode permet aussi de contrôler le temps d'obturation à l'aide d'un dispositif externe au boitier, et ce indépendamment des capacités de ce dernier.
Il existe aussi la pose T (time) : une première pression sur le déclencheur ouvre l'obturateur, une seconde pression le referme. Certains déclencheurs souples possèdent un système de blocage qui permet d'obtenir l'équivalent d'une pose T avec un obturateur qui ne possède que la pose B.